# 2010 au Belize
Chronologie du Belize
- 2006
- 2007
- 2008
- 2009
- 2010
- 2011
- 2012
- 2013
- 2014

Cet article présente les faits marquants de l'année 2010 au Belize.

## Gouvernement
- Monarque : Élisabeth II
- Gouverneur général : Colville Young
- Premier ministre : Dean Barrow

## Statistiques
- Entre 1980 et 2010, le pays a perdu 10 000 ha de surface boisée par an[1].
- Le recensement de la population réalisé dans l'année donne une population totale de 312 971 habitants[2].

## Évènements

### Non daté
- Fondation du Belize High School (en) à Belize City.
- Création de plusieurs sites protégés :
  - la réserve naturelle des Hopkins Wetlands pour une surface de 634 ha[3] ;
  - le Cimetière de la Caye St. Georges, réserve archéologique[4] ;
  - la Réserve archéologique de Marco Gonzalez[5].

### Janvier
- 28 janvier : création de l'Institut de recherche environnementale (Environmental Research Institute, ERI) à l'université du Belize[6].

### Février
- x

### Mars
- x

### Avril
- 4 avril : entrée en vigueur d'un accord commercial préférentiel entre les États du Belize et du Guatemala, trente jours après sa ratification par le Guatemala[7].

### Mai
- x

### Juin
- Saison cyclonique 2010 dans l'océan Atlantique nord
- 1er juin : le Belize adopte la Cour caribéenne de justice à Trinité-et-Tobago comme juridiction de dernier recours, remplaçant ainsi le Comité judiciaire du Conseil privé au Royaume-Uni[8].

### Juillet
- x

### Août
- x

### Septembre
- 15 septembre : Ouragan Karl.
- 21 septembre : Fête nationale.
- 24 septembre : Caleb Orozco, activiste LGBT et co-fondateur de la United Belize Advocacy Movement, porte plainte contre la section 53 du Code criminel bélizien (Droits LGBT au Belize)[9].

### Octobre
- création de la Gang Suppression Unit (« Unité de répression des gangs »), unité spéciale de la police du Belize, en réponse à la hausse de la criminalité au Belize[10].
- 4 octobre : Samuel Awich est nommé juge en chef par intérim de la Cour suprême du Belize après le départ de Abdulai Conteh[11].
- 24 octobre : Ouragan Richard.

### Novembre
- x

### Décembre
- x

## Sport
- Jeux olympiques de la jeunesse de 2010
- Tournoi de clôture du championnat du Belize de football 2010
- Tournoi d'ouverture du championnat du Belize de football 2010

## Publications
- (en) Herbert Gayle, Male Social Participation and Violence in Urban Belize : An Examination of Their Experience with Goals, Guns, Gangs, Gender, God, and Governance, octobre 2010, 400 p. (lire en ligne  [PDF])[12]

## Décès
- 9 juin : Wilfred Peters (en), artiste musicien[13].